# Temnothorax gibbifer
Temnothorax gibbifer is een mierensoort uit de onderfamilie van de Myrmicinae. De wetenschappelijke naam van de soort is voor het eerst geldig gepubliceerd in 1978 door Baroni Urbani.